# Бегущая волна
Бегущая волна — волновое движение, при котором поверхность равных фаз (фазовые волновые фронты) перемещается с конечной скоростью (постоянной для однородной среды). Примерами могут служить упругие волны в стержне, столбе газа или жидкости, электромагнитная волна вдоль длинной линии.
В отличие от стоячих волн, бегущие волны при распространении в среде переносят энергию. С бегущей волной, групповая скорость которой отлична от нуля, связан перенос энергии, импульса или других характеристик процесса.
Эволюцию бегущей волны во времени {\displaystyle t} и пространстве {\displaystyle z} можно описать выражением:
{\displaystyle y(z,t)=A(z,t)\sin(kz-\omega t+\varphi ),}
где {\displaystyle A(z,t)} — амплитудная огибающая волны, {\displaystyle k} — волновое число и {\displaystyle \varphi } — фаза колебаний. Фазовая скорость {\displaystyle v_{p}} этой волны даётся 
{\displaystyle v_{p}={\frac {\omega }{k}}=\lambda f,}
где {\displaystyle \lambda } — это длина волны.

## Частные случаи
Стоячая волна является частным случаем бегущей волны с {\displaystyle v_{gr}=0}, где {\displaystyle v_{gr}} — групповая скорость волны.
То есть, две одинаковые периодические бегущие волны (в рамках справедливости принципа суперпозиции), распространяющиеся в противоположных направлениях, образуют стоячую волну.

## Частично бегущая волна
Возникает при разных амплитудах.

### Характеристика
Характеризуется или коэффициентом бегущей волны (КБВ), или коэффициентом стоячей волны (KCB), или коэффициентом отражения Г, равным отношению амплитуд встречных волн:
KCB = 1/КБВ = (1+|Г|²)/(1-|Г|²)
По линиям передач оптимальная передача энергии требует их согласование: получение в линии режима бегущей волны — KCB=1, Г=0.
Такой режим для цепей с сосредоточенными параметрами будет соответствовать равенству внутреннего сопротивления источника сопротивлению нагрузки.